# Черкасский (Ставропольский край)
Черка́сский — хутор в Кочубеевском районе (муниципальном округе) Ставропольского края России.
До 16 марта 2020 года входил в состав сельского поселения Ивановский сельсовет.

## География
Расстояние до краевого центра: 63 км.
Расстояние до районного центра: 21 км.

## Население
| 1989 | 2002 | 2010 | 2014 |
| ---- | ---- | ---- | ---- |
| 422  | ↘131 | ↗155 | ↗200 |

По данным переписи 2002 года в национальной структуре населения преобладают русские (72 %).

## Культовые сооружения
У юго-западной окраины хутора находится общественное открытое кладбище.